# Операция «Provide Comfort»
Операция «Provide Comfort» — военная/гуманитарная операция, проводившаяся США и рядом других стран на севере Ирака в 1991—1996 годах.

## История
После поражения Ирака в ходе войны в Персидском заливе (январь—февраль 1991) в стране начались восстания курдов и шиитов. Оба восстания были подавлены правительством Саддама Хусейна с применением военной силы. Действия иракской армии в северных районах страны привели к гуманитарной катастрофе: к началу апреля в соседние страны прибыло более 1 млн курдских беженцев. Те беженцы, которые не покинули Ирак, оказались в чрезвычайно трудных условиях; отсутствие еды, воды и холодная зима привели к массовой смертности. Эта ситуация привлекла внимание международной общественности. 5 апреля Совет Безопасности ООН принял резолюцию 688, в которой осудил репрессии против гражданского населения в Ираке и призвал все государства-члены ООН и гуманитарные организации принять участие в усилиях по оказанию гуманитарной помощи беженцам.
После принятия этой резолюции США, Великобритания, Франция, Австралия, Нидерланды ввели запретную для полётов иракской авиации зону на севере Ирака (это было сделано для того, чтобы прекратить воздушные бомбардировки курдских районов, проводившиеся ВВС Ирака) и ввели в эти районы свои наземные силы для обеспечения доставки гуманитарной помощи. Иракские силы не противодействовали им.
Первая фаза операции «Provide Comfort» под руководством генерала Джона Шаликашвили продолжалась с апреля по июль 1991 года. В ходе этой фазы сооружались лагеря для беженцев, контролировалось распределение гуманитарной помощи и обеспечивалась безопасность курдского населения. Вторая фаза операции проводилась с июля 1991 по декабрь 1996 года и носила главным образом военный характер. Авиация США, Великобритании и Франции осуществляла патрулирование северной неполётной зоны для «демонстрации силы», чтобы Саддам Хусейн не попытался возобновить репрессии против курдов. С января 1997 года патрулирование зоны осуществлялось в рамках операции «Northern Watch».